# Adam Storck
Philip Adam Storck  (* 16. Oktober 1780 in Trarbach; † 19. April 1822 in Bremen) war ein deutscher Lehrer und Historiker.

## Biografie

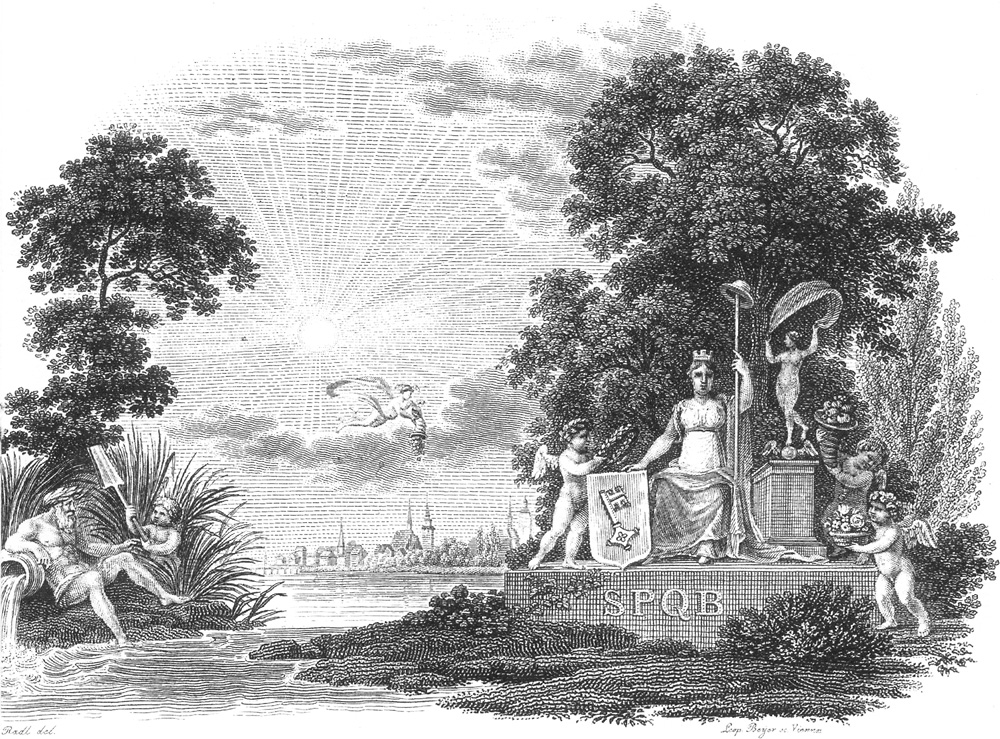
Titelseite der Ansichten der Freien Hansestadt Bremen und ihrer Umgebung

Adam Storck war der Sohn des Predigers und Weingutbesitzers Andreas Storck, der neun Tage nach Adams Geburt starb. Er absolvierte das Gymnasium von Trarbach unter dem Direktor Johannes Touton und studierte danach an der Universität Gießen und der Universität Jena. Nach dem Studium wurde er Lehrer an der Handlungs-, Bürger und Lateinschule in Hagen (Westfalen). 1810 wurde er Direktor der Schule. 1811 wurde er mit der Bremer Weinhändlertochter Anna Wilhelmine Bödecker in der St. Martinikirche Bremen getraut, und seine Beziehungen zu Bremen vertieften sich. Nachdem seine erste Frau bereits 1813 gestorben war, heiratete er 1814 erneut eine Bremer Bürgerin aus einflussreichem Haus: die Weinhändlertochter Catharina Elisabeth von Kapff. 1814 war er Mitherausgeber der westfälischen Zeitschrift Hermann und Übersetzer von Werken des schottischen Schriftstellers Walter Scott.
Aufgrund seiner Beziehungen zu Bremen bewarb er sich auf eine dortige Lehrerstelle. 1817 erfolgte seine Berufung als Direktor an die Handelsschule in Bremen. 1818 wurde er vom Senat der Freien Hansestadt Bremen zum Professor ernannt. Er unterrichtete die Fächer Geschichte, Neue Sprachen und Handelskunde. Bürgermeister Johann Smidt veranlasste ihn 1821 zu einer anonym erschienenen Schrift gegen die süddeutsche Kritik an der Freihandelspolitik der Hansestädte.
Bedeutsam wurde sein Werk Ansichten der Freien Hansestadt Bremen und ihrer Umgebung, das 1822 bei Friedrich Wilmans in Frankfurt am Main erschien und mit 16 Kupferstichen von Anton Radl illustriert ist. Diese Geschichts- und Landeskunde von Bremen besticht weniger durch den historischen Teil, der aus älteren Chroniken übernommen wurde, als durch die auch poetische Darstellung von Eindrücken aus dem 19. Jahrhundert. Storck war durch eine Krankheit bereits im Schaffen eingeschränkt; einige im Rohtext vorliegende Kapitel des Buches wurden von anderen Bremer Historikern fertiggestellt. Das Buch erschien endgültig überarbeitet erst elf Monate nach seinem Tod im März 1823.

## Veröffentlichungen
- Episoden aus einer Reise nach Paris. 1810
- Darstellungen aus dem preußischen Rhein- und Moselland. 2 Bände, Baedeker, Essen / Duisburg 1818 (Digitalisat).
- (anonym): Über das Verhältnis der freien Hansestädte zum Handel in Deutschland. 1821
- Ansichten der Freien Hansestadt Bremen und ihrer Umgebungen. Frankfurt 1822 (Digitalisat); Original-Tuschzeichnungen von Anton Radl für das Werk 'Ansichten der Freien Hansestadt Bremen' von Adam Storck 1822 (Digitalisat).
  - Faksimile Schünemann-Verlag, Bremen 1977.